# Xaumian (Krasnodar)
|  | Per a altres significats, vegeu «Xaumian (Adiguèsia)». |

Xaumian - Шаумян (rus) és un poble del krai de Krasnodar, a Rússia. Es troba a la vora del riu Ielizavetka, a 30 km al nord-est de Tuapsé i a 83 km al sud de Krasnodar.
Pertanyen a aquest municipi els khútors d'Afanassievski Postik, Kràiniaia Sxel, Ostróvskaia Sxel i Xubinka, el possiólok de Gorni i els pobles de Navaguínskoie i Sadóvoie.

## Història
Fou fundada el 1864 com a stanitsa amb el nom de Ielizavetpólskaia per cosacs del Kuban a l'emplaçament d'un aül txerkès. El 4 de desembre del 1869 passà a ser un poble amb el nom de Ielizavetpólskoie. El 1936 és reanomenat Xaumian en homenatge del revolucionari Stepan Xaumian.